# Font de la Puça (Sant Adrià)
La Font de la Puça és una font del terme municipal de Tremp, del Pallars Jussà, a l'antic terme de Gurp de la Conca, en territori de l'antic poble de Sant Adrià.
Està situada a 950 m d'altitud, al nord-oest de Sant Adrià, a sota i al sud-est del cim de Roca de la Mola, al capdamunt de la vall del barranc de Sant Adrià, que es forma en el circ de muntanyes on es troba la font.